# Comuna Kasperivți, Zalișciîkî
Kasperivți (în ucraineană Касперівці) este o comună în raionul Zalișciîkî, regiunea Ternopil, Ucraina, formată din satele Kasperivți (reședința) și Lîsîcinîkî.

## Demografie
Componența lingvistică a comunei Kasperivți
     Ucraineană (99,72%)
     Alte limbi (0,22%)
Conform recensământului din 2001, majoritatea populației comunei Kasperivți era vorbitoare de ucraineană (99,72%), existând în minoritate și vorbitori de alte limbi.